# 5-я Средиземноморская эскадра кораблей ВМФ

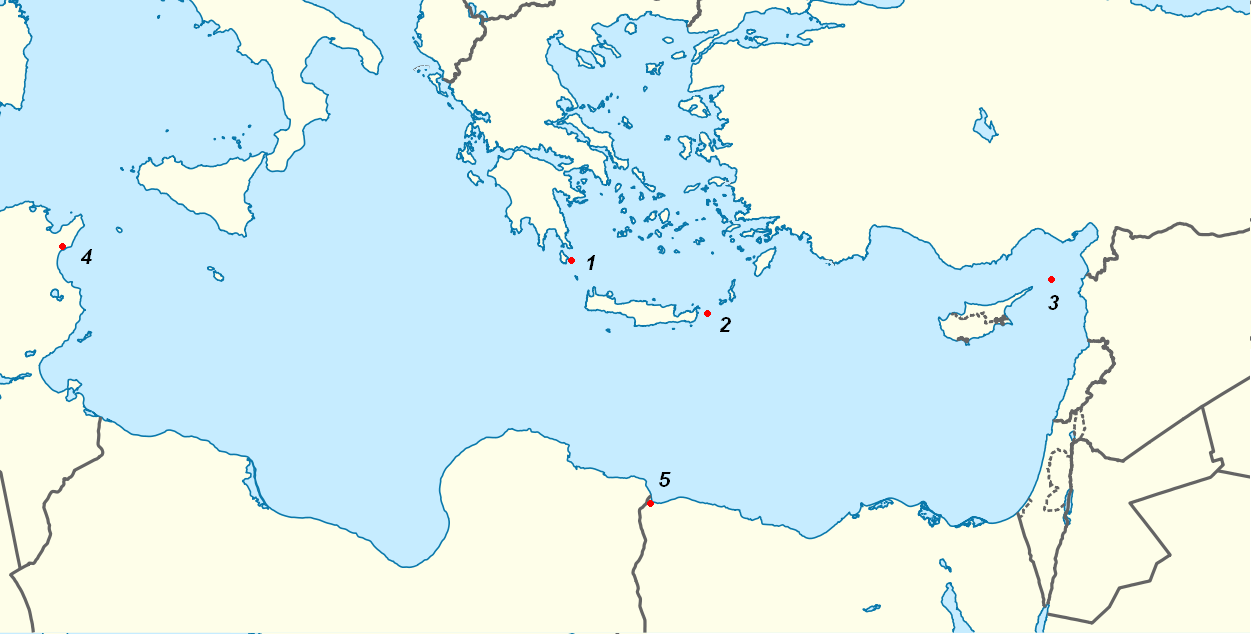
Пункты базирования и «точки» 5-й эскадры, 1973.
1 — Китира;
2 — Восточнее Крита;
3 — Северо-восточнее Кипра;
4 — Хаммамет («точка 3»);
5 — Эс-Саллум («точка 52»)
В 1973 году службу в ней прошли 95 кораблей и судов, в том числе 40 НК и 23 ПЛ

5-я (Средиземноморская) эскадра кораблей ВМФ (до 1 июня 1981 года); с 1 июня 1981 по 1 декабря 1983 — 5-я оперативная эскадра кораблей ВМФ ; с 1 декабря 1983 по 31 декабря 1985 и с 1 октября 1989 года — 5-я оперативная эскадра кораблей; с 31 декабря 1985 по 1 октября 1989 года — 5-я оперативная флотилия кораблей) — оперативное объединение кораблей Военно-Морского Флота ВС Союза ССР, предназначавшееся для решения боевых задач на Средиземноморском театре военных действий в период Холодной войны. 
Основным потенциальным противником 5 ОпЭск на Средиземном море являлся 6-й оперативный флот ВМС США. Флотилия расформирована 31 декабря 1992 года, уже после распада Союза ССР. Оперативная эскадра возрождена в 2013 году в виде оперативного соединения ВМФ России на Средиземном море.

## Предыстория создания эскадры

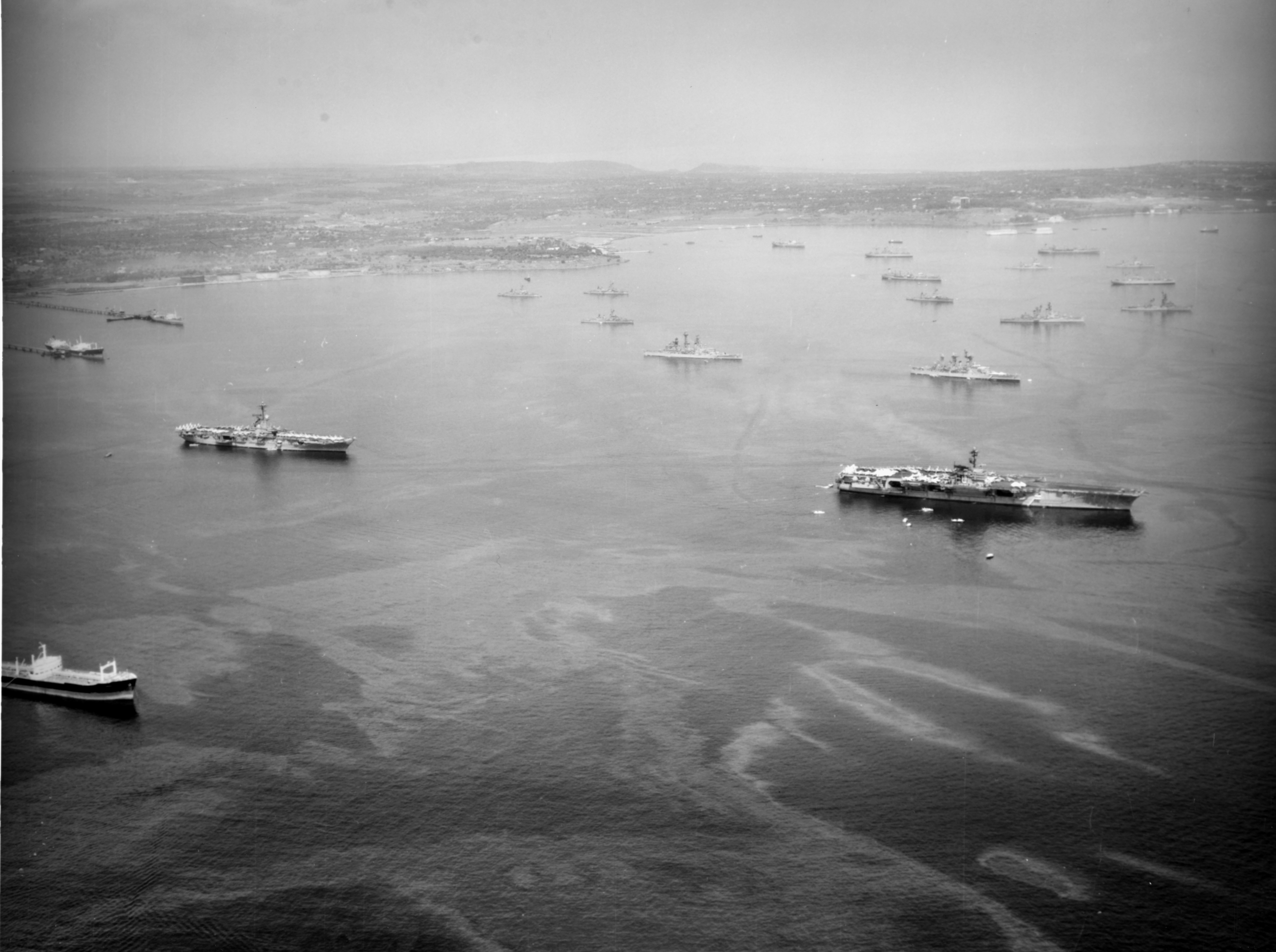
Группировка 6-го флота США в порту Аугуста (Сицилия), 17 марта 1965 года.
Справа виден американский тяжёлый авианосец «Саратога». Другие корабли, представленные на фотографии — один авианосец типа «Эссекс», два лёгких ракетных крейсера, два ракетных фрегата, 6 эскадренных миноносцев, два танкера и другие вспомогательные суда.

После окончания Второй мировой войны в Средиземном море безраздельно господствовали военно-морские силы США, Великобритании, а с 1949 года и коллективные военно-морские силы NATO — OTAN. Одной из основных целей их послевоенного присутствия в Средиземноморском регионе было стремление ослабить возросшее влияние СССР на государства Юго-Восточной Европы и Северной Африки и «запугать Советский Союз созданием полномасштабной ракетно-ядерной угрозы».
В 1950-е годы постоянно действующий в Средиземном море 6-й флот ВС США был источником ядерной угрозы для СССР. Базирующиеся на авианосцах 6-го флота палубные бомбардировщики являлись носителями ядерного оружия (ядерных бомб) и могли быть использованы для нанесения с морских направлений ядерных ударов по объектам, расположенным в юго-западной части СССР. Подавляющее превосходство объединённых военно-морских сил NATO в Средиземном море обеспечивало высокую степень боевой устойчивости авианосцев.
К началу 1960-х годов, благодаря строительству в США атомных подводных лодок с баллистическими ракетами (ПЛАРБ), характер ядерной угрозы со стороны США претерпел качественные изменения. Скрытность действий ПЛАРБ и возможность выполнения запусков баллистических ракет практически с любого направления и дальности увеличили поражаемую площадь территории Советского Союза, снизив при этом возможности по отражению ракетно-ядерного нападения. В марте 1963 года в Средиземном море началось регулярное боевое патрулирование американских ПЛАРБ из состава образованной 16-й эскадры атомных подводных лодок ВМС США (в составе 9-10 единиц, из которых примерно половина постоянно находилась в море на боевых дежурствах). С развёртыванием военно-морской базы Рота (места дислокации 16-й эскадры) к началу 1965 года главной угрозой военной безопасности СССР с юго-западного стратегического направления стали уже не авианосцы, а ПЛАРБ, развёрнутые в восточной части Средиземного моря.
Советский военно-морской флот в первой половине 1960-х годов ещё не был способен создать группировки, которые бы обеспечили нанесение соответствующих потерь 6-му флоту США. Силы Черноморского флота, развёрнутые в Средиземном море, не обладали достаточной боевой устойчивостью, и внимание командования ВМФ СССР было обращено в первую очередь на организацию противодействия авианосцам усилиями сначала дизель-электрических, а затем и атомных подводных лодок, имеющих возможность благодаря значительной скрытности и обладанию ядерным оружием с началом военных действий уничтожить отслеженные авианосцы.

## Поиски «адекватного ответа» СССР на ракетно-ядерную угрозу в Средиземном море
Нарастание ракетно-ядерной угрозы со стороны пларб, развёрнутых в восточной части Средиземного моря, вызвало необходимость создания полноценной, мощной группировки сил ВМФ, способной, адекватно реагируя на действия противника, вести упреждающие действия по вскрытию подводной обстановки, обнаружению пларб и поддержанию готовности к их уничтожению. Всё это должно было вынудить командование ВМС США к переразвёртыванию ПЛАРБ в другие районы, действия из которых были менее эффективны.адмирал И. В. Касатонов
Ответная угроза для 6-го флота со стороны ВМФ СССР должна была:
1. Быть видимой и ощущаемой командованием противника;
2. Создаваться в короткие сроки;
3. Создаваться в результате массированного использования сил и средств, что должно было свидетельствовать о её силе;
4. Вытеснять ПЛАРБ противника в районы действия собственных противолодочных сил, обладающих скрытностью и боевой устойчивостью[8].

Создать такую угрозу могли прежде всего надводные корабли. Ввод в строй новых (противолодочных и ракетных) кораблей на всех флотах позволял создать принципиально новую группировку сил в Средиземном море, оперативные возможности которой должны были обеспечить решение задач поиска подводных лодок военно-морских сил НАТО и слежение за авианосными ударными группами.
До мая 1965 года задачи боевой службы ВМФ СССР в Средиземном море пытались решить путём создания так называемых смешанных бригад кораблей, сформированных из кораблей Северного и Балтийского флотов под командованием капитанов 1 ранга Е. И. Волобуева и О. П. Грумбкова. В состав этих бригад включались подводные лодки, эскадренные миноносцы и суда снабжения. В мае 1965 года из гидрографических, вспомогательных судов, БПК, ударных крейсеров и подводных лодок Краснознамённого Черноморского флота для несения боевой службы в Средиземном море была сформирована 1-я смешанная эскадра под командованием командира 20-й дивизии ОВР капитана 1 ранга И. Н. Молодцова.
Вопрос о создании штатного управления и определения статуса временного формирования на этом театре как оперативной эскадры поднимался главнокомандующим ВМФ С. Г. Горшковым с начала несения боевой службы в Средиземном море. Однако сразу этот вопрос ему решить не удалось. Тем не менее, вопреки обыкновению, адмирал Горшков не стал ждать, когда обстановка будет благоприятствовать его инициативе, и продолжал беспокоить руководство Министерства обороны настойчивыми просьбами о создании «…организации, которую вряд ли можно найти», не смущаясь тем, что это вызывает раздражение начальников главных управлений Генерального штаба. Главком использовал для этого любой подходящий повод, но «до определённого времени на просьбы Главкома о создании штатных органов управления Средиземноморской эскадры чиновники Генерального штаба отвечали или отказом, или молчанием».
Только в начале 1967 года, после изучения опыта несения боевой службы в Средиземном море в 1965—1966 годах, руководство Вооружённых сил СССР «стало склоняться к решениям, которые предопределили развитие военно-политической обстановки на Ближнем Востоке на многие годы вперёд».
В отчётах по результатам боевой деятельности советского Военно-Морского Флота за эти годы утверждалось, что задачи боевой службы в Средиземноморье в основном решены, а в доказательство приводились цифровые данные, высказывания высших офицеров ВМС США и НАТО, выдержки из сообщений иностранной прессы. При этом подчёркивалось, что силам ВМФ СССР удалось вскрыть маршруты развёртывания и районы боевого патрулирования атомных ракетных подводных лодок ВМС США (всего не менее 69 раз за 1966 год).
Так как обнаружение американских ПЛАРБ производили в основном советские подводные лодки, несущие боевую службу в Средиземном море, Генеральный штаб предложил в 1967 году их число значительно увеличить. 3 января 1967 года адмирал Горшков был вынужден направить начальнику Генерального штаба маршалу Советского Союза М. В. Захарову служебную записку, в которой, поддерживая предложение Генштаба, докладывал, что условия обстановки не позволяют направить в Средиземное море более пяти подводных лодок всех типов. Поэтому, признавая, что общее число подводных лодок в составе сил боевой службы в Средиземном море всё-таки необходимо увеличивать, адмирал Горшков настойчиво просил руководство Министерства обороны СССР ускорить решение вопроса о приобретении баз «…или хотя бы пунктов хранения материально-технических запасов в этом районе». Это было необходимо не только для сохранения сил и здоровья экипажей подводных лодок, но и в связи с ограниченной дальностью подводного хода у подводных лодок проекта 641, осуществлявших боевую службу в Средиземном море, что в случае их обнаружения противолодочными силами вероятного противника снижало шансы отрыва подводных лодок от преследования.
Таким образом, задачи, поставленные перед советскими подводными лодками, можно было решать только с поддержкой других родов сил, прежде всего крупных боевых единиц, обладавших неограниченной мореходностью, большой дальностью плавания, мощным вооружением, достаточной автономностью и хорошей обитаемостью. С. Г. Горшков, понимавший это, считал, что, обеспечивая действия своих подводных лодок, надводные корабли параллельно могут вести поиск и слежение за подводными лодками вероятного противника. Исходя из этого, главнокомандующий ВМФ предлагал объединять такие надводные корабли в две-три корабельные поисково-ударные группы. Однако, изучив возможности флотов ВМФ СССР, командование флота пришло к выводу, что в 1967 году оно без ущерба для подготовки сил и других видов деятельности сможет направить в Средиземное море только четыре надводных корабля — ракетно-артиллерийский крейсер 1 ранга «Дзержинский», два эскадренных миноносца проекта 56 и большой ракетный корабль проекта 57. Так как эти корабли имели устаревшую гидроакустику и слабое противолодочное вооружение, из них нельзя было создать полноценную поисково-ударную группу, и к поиску и слежению за ПЛАРБ ВМС США было решено привлечь корабли радиотехнической разведки.
Шестидневная война стала фактором, ускорившим создание 5-й эскадры.

## Формирование Средиземноморской эскадры
В июне 1967 года Политбюро ЦК КПСС приняло решение о создании 5-й оперативной эскадры (приказ главнокомандующего ВМФ № 0195 о создании 5-й ОпЭСК вышел 14 июня 1967 года). Командиром эскадры был назначен контр-адмирал Б. Ф. Петров, который принял командование над всеми силами, находившимися на тот момент в Средиземном море, 14 июля 1967 года. Последняя дата была определена днём образования объединения и впоследствии торжественно отмечалась. Начальником штаба и заместителем командующего был назначен контр-адмирал В. В. Платонов, а заместителем командира эскадры по подводным лодкам — контр-адмирал Н. Ф. Рензаев. Образование эскадры велось в спешке в связи с обострением ситуации на Ближнем Востоке. Уже в июне 1967 года назначенное командование 5-й эскадры прибыло из Москвы в Севастополь и в начале июля на борту плавмастерской - 26, выделенной для штаба эскадры, отбыло на Средиземное море для приёма дел у командующего 14-й эскадрой.
Согласно В. П. Заблоцкому, «считается, что создание 5-й оперативной эскадры исключило участие в Шестидневной войне 6-го флота ВМС США на стороне Израиля, одновременно став сдерживающим фактором для любых недружественных акций против СССР и его союзников» на Средиземном море.

## Состав оперативной эскадры
Организационно в структуру 5-й оперативной эскадры входили 6 оперативных соединений:
- 50-е — корабль управления с кораблями охранения
- 51-е — подводные лодки (6-8 и более ед.)
- 52-е — ударные ракетно-артиллерийские корабли
- 53-е — противолодочные корабли
- 54-е — десантные корабли
- 55-е — корабли обеспечения[15][19].

Кроме того, имелись группа усиления и группа кораблей поддержки боевой службы. Командный пункт командующего и штаб эскадры до вступления в состав флота крейсера управления «Жданов» располагался на флагманском корабле (одном из лёгких крейсеров проекта 68-бис) или на плавбазе подводных лодок, обеспеченных необходимыми средствами связи и управления.
Эскадра формировалась на ротационной основе: в её состав входили надводные и подводные силы Северного, Балтийского и Черноморского флотов, а также корабли Тихоокеанского флота, выполнявшие межтеатровые переходы на Тихоокеанский флот или обратно. Основой надводной составляющей ОпЭск являлись силы 30-й дивизии противолодочных кораблей Черноморского флота. Несение боевой службы кораблей дивизии в Средиземном море осуществлялось побригадно: 21-я и 11-я бригады служили основой для создания группировок противолодочных сил, а 150-я и 70-я бригады — для создания группировки разнородных ударных сил и группы кораблей огневой поддержки высадки морского десанта.
Как правило, в составе эскадры насчитывалось 70-80 вымпелов (до 30 надводных боевых кораблей, 4-5 атомных и до 10 дизельных ПЛ, 1-2 плавмастерские, 3-4 морских танкера, корабли минно-тральной группы, корабли комплексного снабжения, сухогрузы, рефрижераторы, госпитальные и спасательные суда, морские буксиры и др.). Военно-морские силы США в Средиземном море, представленные 6 флотом, обычно состояли из 30-40 вымпелов, включая 2 авианосца, десантный вертолётоносный корабль-док, 2 ракетных крейсера (1 в роли флагманского корабля флота), 18-20 кораблей охранения (крейсера с управляемым ракетным оружием, эскадренные миноносцы и фрегаты), 1-2 многоцелевых корабля обеспечения, до 6 многоцелевых атомных подводных лодок.

## Особенности функционирования

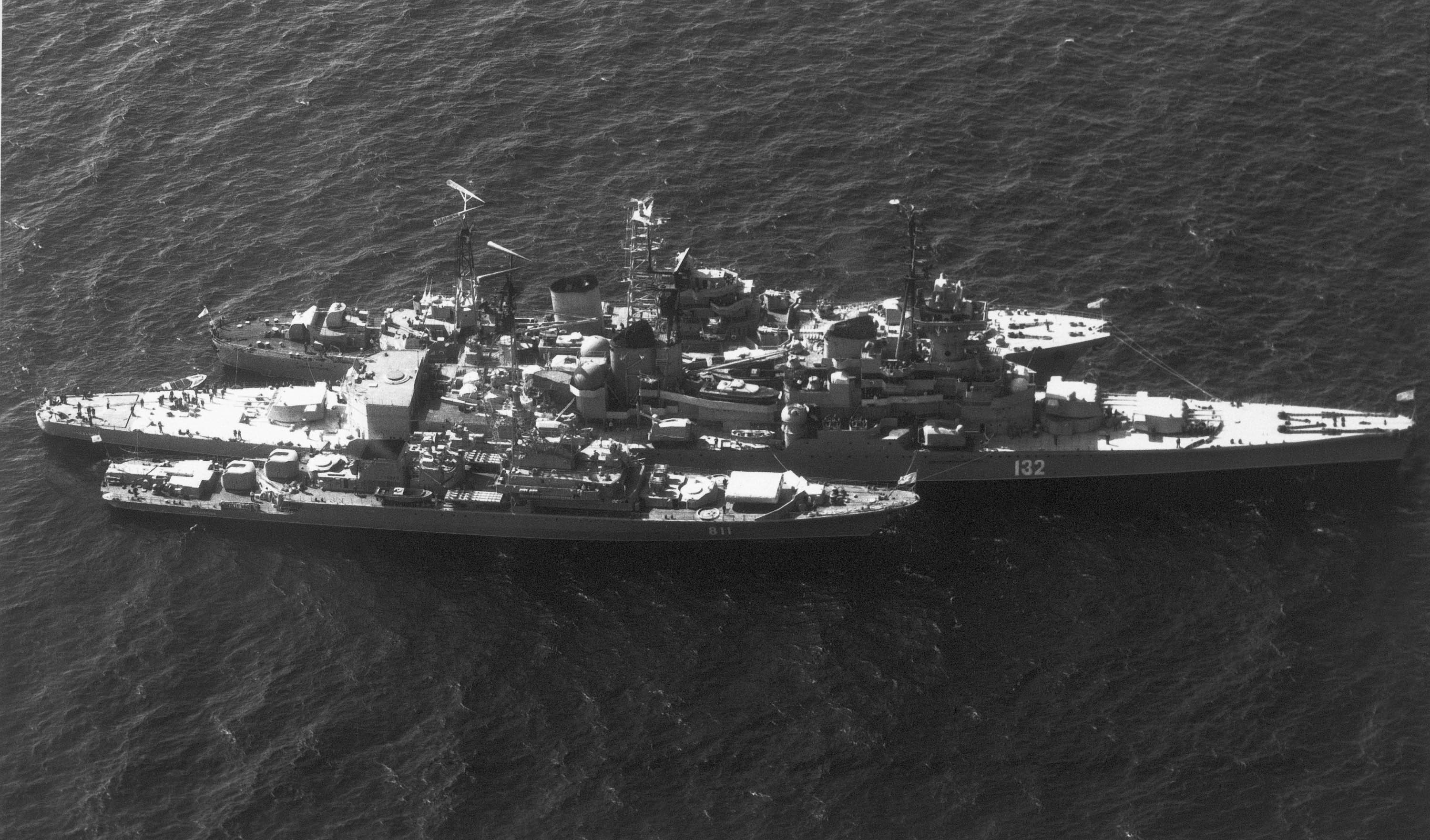
ПБ «Магомед Гаджиев», КРУ «Жданов» и СКР «Беззаветный» на «точке 52», 1982

Боевая служба 5-й оперативной эскадры была осложнена полным отсутствием в Средиземном море советских военно-морских баз, необходимых для защиты от штормов, пополнения запасов воды и провизии, отдыха экипажей или проведения межпоходового ремонта, в то время как «вероятный противник» — США — такие базы имел. Эскадра могла располагать лишь ограниченным числом пунктов базирования, к числу которых относились Порт-Саид (до 1972 года) и Тартус (Сирия). По этой причине корабли эскадры отстаивались на якорях и бочках, установленных на отмелях в определённых местах (так называемых «точках») Средиземного моря. Как утверждает В. П. Заблоцкий, «в самые напряжённые моменты „холодной войны“ натовские корабли и самолёты, случалось, расстреливали эти бочки, вынуждая корабли эскадры ставить новые, обозначая на них краской „Собственность ВМФ СССР“».
Штаб командующего эскадрой находился у берегов Туниса в так называемой «точке 3». В эту же самую точку заходили скрытно приходившие с Северного флота подводные лодки. В заливе Эс-Саллум, на границе Ливии и Египта, находилась «точка 52», получившая неофициальное название «деревни Селивановки» (в честь одного из командующих 5-й ОпЭск). В «точке 52» собирались надводные корабли, прибывавшие в Средиземное море с Северного, Балтийского или Черноморского флотов. В «точке 10», расположенной у греческого острова Лемнос, отстаивались советские разведывательные корабли. «Точка 70» располагалась у берегов Франции и Италии. У острова Крит, а также в ряде других мест Средиземноморья, располагались и некоторые другие точки.

## Командный состав

### Командиры эскадры
- Контр-адмирал Петров, Борис Фёдорович (20 июня 1967 — 11 сентября 1969);
- Контр-адмирал Леоненков, Владимир Матвеевич (11 сентября 1969 — 7 декабря 1971);
- Контр-адмирал Волобуев, Евгений Иванович (7 декабря 1971 — 29 марта 1974);
- Контр-адмирал Акимов, Владимир Ильич (29 марта 1974 — 1 июня 1977);
- Контр-адмирал, с 25.10.1979 вице-адмирал Рябинский, Николай Иванович (1 июня 1977 — 22 февраля 1981);
- Контр-адмирал Селиванов, Валентин Егорович (22 февраля 1981 — 19 сентября 1985);
- Контр-адмирал Калабин, Владимир Иванович (19 сентября 1985 — 15 марта 1986).
- Контр-адмирал Егоров Владимир Григорьевич (декабрь 1986 — декабрь 1988).
- Контр-адмирал Горбунов Александр Васильевич (декабрь 1988—1990).
- Контр-адмирал Святашов Пётр Григорьевич (октябрь 1991 — декабрь 1992).
- Контр-адмирал Сысуев Юрий Николаевич (декабрь 1992 — декабрь 1993).

В процессе командования эскадрой всем командующим было присвоено звание вице-адмирал.

### Начальники штаба
- контр-адмирал Платонов Виталий Васильевич (1967 – 1970),

- капитан 1-го ранга  с 6.05.1972 контр-адмирал Капитанец Иван Матвеевич (1970 – 1973),
- контр-адмирал Ушаков Александр Петрович (1973 – 1975),
- контр-адмирал Двинденко Лев Евгеньевич (1975 – 1978),
- контр-адмирал Селиванов Валентин Егорович (1978 – 1981),
- вице-адмирал[уточнить] Ермаков Евгений Иванович (1981 – 1984),
- контр-адмирал Кулак Михаил Георгиевич (1984 – 1988),
- контр-адмирал Рыженко Алексей Алексеевич (1988 - 1991),
- вице-адмирал Фомин Виктор Васильевич (1991 – 1992)

### Заместители командира эскадры — начальники политотдела
- Капитан 1-го ранга Журавков, Николай Никитович (20 июня 1967 — 23 января 1970)[2];
- Капитан 1-го ранга Кондрашов, Иван Фёдорович (23 января 1970 — 8 июня 1973);
- Капитан 1-го ранга Дубягин, Павел Романович (8 июня 1973 — 8 сентября 1976);
- Капитан 1-го ранга Рыбак, Сергей Сергеевич (8 сентября 1976 — 24 апреля 1980);
- Капитан 1-го ранга Бичурин, Амир Иманович (24 апреля 1980 — 14 января 1983);
- Капитан 1-го ранга Никулин, Виктор Иванович (14 января 1983 — 1 февраля 1986);
- Капитан 1-го ранга Степанов, Валентин Иванович (1 февраля 1986 — 31 декабря 1992).

## Возрождение в 2013 году
Оперативное соединение ВМФ России на Средиземном море было сформировано 22 сентября 2013 года. В состав соединения входят, на основе ротации, до 10 кораблей всех флотов ВМФ России.